# Karel Kuffner

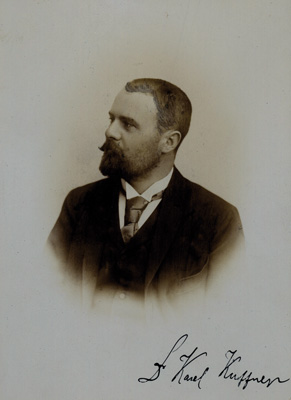
Karel Kuffner

Karel Kuffner (ur. 5 grudnia 1858 w Mirovicach, zm. 22 lutego 1940 w Pradze) – czeski lekarz psychiatra, profesor na czeskim Uniwersytecie w Pradze, autor pierwszego podręcznika psychiatrii w języku czeskim (1897), w którym wprowadził czeską terminologię psychiatryczną. Uznawany jest za ojca naukowej psychiatrii w Czechach.

## Życiorys
Ukończył studia na Uniwersytecie Karola w Pradze, następnie studiował u Theodora Meynerta w Wiedniu. Od 1900 do 1929 profesor zwyczajny psychiatrii na czeskim Uniwersytecie w Pradze.
Był autorem wielu prac w języku czeskim i niemieckim. Wprowadził pojęcie „schizoformit”, odnoszące się do przypadków rzekomej schizofrenii. W swojej klasyfikacji chorób psychicznych dokonał podziału otępień na pierwotne i wtórne, wprowadził terminy dementia simplex consecutiva (odpowiadający mniej więcej stosowanemu wówczas pojęciu dementia praecox), dla stanów otępienia przebiegających bez objawów psychotycznych stosował określenie dementia praecox primitiva.
Uczniami i współpracownikami Kuffnera byli m.in. Jan Janský, Antonín Heveroch, Zdeněk Mysliveček, Ladislav Haškovec, Leo Taussig, Karel Bělohradský i Hubert Procházka. Współpracował z redakcją „Ottůva Slovníku”
Jego braćmi byli pisarz Hanuš Kuffner (1861-1929) i dziennikarz Josef Kuffner (1855-1928).

## Wybrane prace
Książki
- Psychiatrie pro studium i praktickou potřebu lékaře. I. díl: Část povšechná. Praha: Bursík a Kohout, 1897
- O citu spolecenském a jeho chorobách. Praha: nákladem Spolku ceských mediku, 1899
- Psychiatrie pro studium a praktickou potřebu. II. díl: Část speciální. Praha: Bursík a Kohout, 1900

Artykuły
- Ueber den Begriff der Degeneration vom heutigen Standpunkt. Wiener med. Rundschau 10 (1896)
- O citu společenském a jeho chorobách (1899)
- O shodě mozkové stvolly s funkcemi. Sborník lékařský
- Příspěvek k nauce o centrálních drahách optických. Sborník lékařský (1890)
- O poměru Jékaře k utázce příčetnosti. Sborník lékařský (1908)
- Dva forensní případy bájivé lhavosti (1905)
- Dva případy simulace. Časopis lékařů českých (1886)
- Případ dvojitého vědomí. Časopis lékařů českých 27, ss. 705; 721; 737; 755; 780 (1888)
- O bezaffektnosti senilních psychos. Časopis lékařů českých (1890)
- Klinický příspěvek k associační theorii. Časopis lékařů českých 29, ss. 845; 865; 888; 911 (1890)
- Theorie pozornosti. Časopis lékařů českých (1891)
- Pathologická anatomie psychos. Časopis lékařů českých 30, ss. 833-837 (1891)
- O sebevědomí a jeho vadách. Časopis lékařů českých 31, ss. 101; 124 (1892)
- O Meynertavi. Časopis lékařů českých (1892)
- Příspěvek k pathoiogické anatomii idiotie. Časopis lékařů českých 32, ss. 101; 121; 141; 163; 186; 223; 246 (1893)
- Pathologická opilost. Časopis lékařů českých 33, ss. 42-45 (1894)
- Chorobná irritabilita na podkladu degenerativním. Časopis lékařů českých (1894)
- Ségalosově psychomotorické odrůdě paranojy. Časopis lékařů českých 34, ss. 441; 461; 486 (1895)
- Dobrozdání c. k. české fakulty lékařské o duševním stavu Fr. Č., obviněného ze zločinu úkladné vraždy. Časopis lékařů českých 34, ss. 1009-1031 (1895)
- O shode mozkové stavby s funkcemi. Sbírka prednásek z oboru lékarsk. Praha, 1899 ss. 17-29
- Statistické zkušenosti o psychosách alkoholových (u muzu). Časopis lékařů českých 40, ss. 757-759 (1901)
- Zaopatrení krátkodobých psychós. Lék. rozhledy 9, ss. 211-214 (1901)
- Svévolný vzdor. Časopis lékařů českých 42, ss. 1001; 1027; 1047 (1903)
- Psychiatrie a reforma poenální legislatury. Časopis lékařů českých 45, ss. 331; 367 (1906)
- O pomeru lékare k otázce prícetnosti. Rev. v neurol., psychiat., fys. a diaetet. therap. 5, 65, 117 (1908)
- MUDr. Benj. Čumpelík (Nekrolog). Časopis lékařů českých (1909)
- Hranice slabomyslnosti v theorii i v praxi. Časopis lékařů českých (1909)
- Zkušenosti o demenci afatické. Časopis lékařů českých (1902)